# ジャン1世 (シャロン伯)
ジャン1世（フランス語：Jean Ier, 1190年 - 1267年9月30日）は、自身の権利としてオーソンヌ伯およびシャロン伯。また、息子ブルゴーニュ伯ユーグ3世の摂政をつとめた。同時代の資料には、1251年にドイツ王ヴィルヘルム・フォン・ホラントによりブルゴーニュ伯とされたと記されている。

## 生涯
ジャン1世はオーソンヌ伯エティエンヌ2世とシャロン女伯ベアトリスの息子である。
1237年6月5日、自身の相続財産であるオーソンヌとシャロンをブルゴーニュ公ユーグ4世の以下の領土と交換した：サラン（当時はブルゴーニュ伯領の第2の都市であった）、ベルヴォワー、ヴィヤフォン、オルナン、モンフォコン、アルレ、ヴォーのクレ城、ショサン、オルジュレ。こうしてジャン1世は領内で最も有力な貴族の一人となった。
ジャン1世は領土内の町に特許状を与える一方、ドミニコ会の修道士たちを異端審問官として迎えた。
塩の生産が行われていたサランの領有により、ジャン1世は領土を拡大するために必要な資金を得た。貿易ルートを保護するために、ル・パン、モンマウー、サン＝タンヌ、アルギュエル、ノズロワの要塞を建設した。ジャン1世は普段はノズロワに住んでいた。
ポンタルリエ伯が課した関税を避けるために、ジャン1世はポンタルリエとジューニュ周辺の森林を購入し、伐採して新しい道路を建設した。また、シャテルブラン、ショー＝ヌーヴおよびロシュジャンの町を建設し、ロシュジャンの名にはジャンの名前が含まれている。

## 結婚と子女
ジャン1世は3度結婚し、16子をもうけた。
最初にブルゴーニュ公ユーグ3世とベアトリス・ダルボンの娘であるマオー・ド・ブルゴーニュと結婚した。マオーは1242年3月26日に死去した。この結婚で以下の子女が生まれた。
- エリザベート（1210年 - 1277年） - アンリ1世・ド・ヴェルジーと結婚
- ブランシュ（1306年没） - ギシャール5世・ド・ボージューと結婚、ベロー9世・ド・メルクールと結婚
- ユーグ3世（1220年 - 1267年）[4] - ブルゴーニュ女伯アリックスと結婚し、ブルゴーニュ伯となる。
- マルグリット（1262年没） - アンリ・ド・ブリエンヌと結婚

2度目にシャンピニェル領主ロベール1世・ド・クルトネーの娘イザベルと結婚した。この結婚で以下の子女が生まれた。
- ジャン1世（1243年 - 1309年） - ロシュフォール領主。オセール女伯アデライード・ド・ブルゴーニュ（ヌヴェール伯ウード・ド・ブルゴーニュの娘）と結婚し、オセール伯となる。
- エティエンヌ（1302年没） - ルーヴル領主
- ピエール（1272年没） - シャテル＝ブラン領主。サヴォイア伯アメデーオ4世の娘ベアトリーチェと結婚[5]。

イザベルは1257年9月22日に死去し、ジャン1世はコメルシー領主シモン2世とザールブリュッケン女伯マティルドの娘ローレット・ド・コメルシーと結婚した。この結婚で以下の子女が生まれた。
- ジャン1世（1259年 - 1316年） - アルレ領主、シャロン＝アルレ家の祖。1272年にブルゴーニュ公ユーグ4世の娘マルグリットと結婚。
- ユーグ（1312年没） - リエージュ司教（1295年 - 1301年）、ブザンソン大司教
- マルグリット（1328年没） - モンレアル領主ユーグ・ド・ブルゴーニュ（ブルゴーニュ公ユーグ4世の息子）と結婚
- アニェス（1350年没） - 1285年にジュネーヴ伯アメデ2世と結婚